# متحف جازان
متحف آثار جازان، هو متحف بمدينة صبيا الواقعة بمنطقة جازان، يقع بجوار موقع الأدارسة الأثري، ويشكل جزءاً من شبكة المتاحف التي أقامتها وكالة الآثار والمتاحف بوزارة المعارف، وتم بناء المتحف عام 1403 هـ الموافق 1983 م، وافتتح المتحف لاستقبال الزوار في 27 محرم 1412 هـ.

## محتوى المتحف
تحتوي على لوحات لخرائط توضح المواقع الأثرية بمنطقة جازان وصور فوتوغرافية قديمة وأدوات العصر الحجري الأثرية مثل الفؤوس والمكاشط ورؤوس السهام ونماذج للأواني الفخارية وحلي والعملات القديمة، وكذلك لوحات خاصة بالكتابات والخطوط واللغات القديمة. وهناك لوحات وخزائن عرض خاصة بمواد التراث الشعبي مثل أواني الطهي والملابس والحلي وأدوات الزينة الخاصة بالمرأة والمصنوعات الجلدية ومصنوعات من جريد وسعف النخيل وغيرها، والحرف التي اشتهرت بها منطقة جازان.
و يروي المتحف أيضا تاريخ جازان الحديث ودخولها تحت الحكم السعودي على يد الملك عبد العزيز آل سعود، كما يحتوي المتحف على أقسام مساندة منها المختبر والمكتبة، وقاعات للندوات والمحاضرات، وصُمم على أن يكون مركزاً للأبحاث والدراسات الأثرية.

## انظر ايضاً
- جازان
- متحف نجران
- متحف بريدة

## وصلات خارجية
- متحف جازان .. معلم حضاري يؤرّخ لمنطقة جازان.
- متحف آثار جازان .. أحد أشهر المتاحف التي توضح تاريخ المنطقة.
- متحف جازان يفتح أبوابه للزوار.